# Angelica Mandy
Angelica Joyce Mandy (Bath, Inglaterra, 25 de agosto de 1992) es una actriz británica. Apareció como Gabrielle Delacour en Harry Potter y el cáliz de fuego y en Harry Potter y las Reliquias de la Muerte: parte 1.[cita requerida]

## Biografía
Vive con sus padres y hermanos (tiene dos hermanas y un hermano) y estudió en la Grittleton House School de Bath.
Mandy es conocida por su pequeño papel en Harry Potter y el cáliz de fuego, donde interpreta a la pequeña Gabrielle Delacour, hermana de Fleur Delacour. En la película, el personaje de Mandy se siente atraída por Harry Potter y además es salvada por éste en la segunda prueba del Torneo de los Tres Magos.
En el 2004, apareció como Becky niña en la película La feria de las vanidades.[cita requerida]
El 22 de julio de 2009, Mandy fue confirmada para la séptima película, Harry Potter y las Reliquias de la Muerte: parte 1, retomando su papel como Gabrielle Delacour. Ella aparece solo en la primera parte de la película.
Mandy dijo que le gustaría continuar su carrera como actriz, así como dirigir u otra cosa relacionada con el mundo del espectáculo, después de tomarse un año sabático al terminar la escuela.

## Filmografía
| Año  | Título                                             | Rol                |
| ---- | -------------------------------------------------- | ------------------ |
| 2004 | Vanity Fair                                        | Joven Becky        |
| 2005 | Harry Potter y el cáliz de fuego                   | Gabrielle Delacour |
| 2010 | Harry Potter y las Reliquias de la Muerte: parte 1 | Gabrielle Delacour |

- Datos: Q268436
- Multimedia: Angelica Mandy / Q268436